# Tào Chân
Tào Chân (chữ Hán:曹真; ? -231),  biểu tự Tử Đan (子丹), là một vị tướng của triều đình Tào Ngụy trong thời Tam Quốc của lịch sử Trung Quốc. Ông có công rất lớn trong việc đẩy lùi hai cuộc Bắc phạt đầu tiên của Gia Cát Lượng vào năm 228. Tào Chân là một vị tướng giỏi và có những chiến công lớn, một trong những đại công thần của nước Ngụy, ông phục vụ cho Tào Tháo và hai vị vua đầu tiên của nước Ngụy là Tào Phi và Tào Duệ. Con của ông là Tào Sảng, một đại thần thời Ngụy Phế Đế Tào Phương.

## Thân thế
Theo Tam quốc chí, Tào Chân là thân thích họ hàng xa của Tào Tháo. Cha ông là Tào Thiệu (曹邵), theo Tào Tháo mộ quân chống Đổng Trác, bị Thái thú Dự Châu Hoàng Uyển giết lúc ông bảo vệ Tào Tháo thoát khỏi mưu đồ ám sát của Hoàng Uyển. Ông có một người em trai là Tào Bân (曹彬), được Tào Ngụy Văn Đế truy phong Liệt hầu. Một em gái về sau phong làm Đức Dương hương chúa (德阳乡主), lấy Hạ Hầu Thượng, sinh ra Hạ Hầu Huyền và Hạ Hầu Huy.
Tuy nhiên theo Ngụy lược (魏略), Tào Chân vốn họ Tần, cha của ông là Tần Bá Nam (秦伯南) là người bạn lâu năm của Tào Tháo. Năm 195, Tào Tháo bị quân của Viên Thuật truy lùng, Tào Tháo đã trốn vào nhà của Tần Bá Nam. Chính cha của Tào Chân đã tự nhận mình là Tào Tháo (khi ấy người ta không biết mặt Tào Tháo) và bị hành quyết. Tào Tháo cảm kích ân họ Tần, đã nuôi dưỡng đứa con trai chính là Tào Chân như con mình vậy. Ngay từ nhỏ, ông đã rất thân thiết với con thứ của Tào Tháo là Tào Phi và một người nữa là Tào Hưu. Cả ba người thường giao du với 5 trong số Kiến An thất tử. Do thân hình mũm mĩm, ông hay bị trêu chọc bởi những người bạn của mình, đặc biệt nhất là người có tiếng hay bỡn cợt như Ngô Chất (吳質).

## Phục vụ dưới quyền Tào Tháo
Một ngày nọ, trong khi Tào Chân đang đi săn, ông gặp một con hổ hung dữ đang đuổi theo mình. Tào Chân quay đầu lại và dùng tên bắn chết con hổ bằng một cú bắn duy nhất. Ấn tượng với khả năng của Tào Chân, Tào Tháo liền phong cho Tào Chân làm đội trưởng Hổ Báo kị (虎豹騎). Trong lần đầu cầm binh, Tào Chân đã có được chiến thắng đầu tiên khi ông đánh bại thảo khấu ở huyện Linh Khâu (靈丘縣; nay là phía đông của Linh Khâu, Sơn Tây). Để ghi nhận công lao của Tào Chân, triều đình nhà Hán đã phong cho ông làm Linh Thọ đình hầu (靈壽亭侯).

### Trận Hán Trung
Trong khoảng thời gian từ năm 217 đến năm 219,, Tào Chân tham gia vào trận đánh bảo vệ Hán Trung trước sự tiến công của Lưu Bị. Lúc Lưu Bị cử Ngô Lan đến đóng quân tại huyện Hạ Biện (下辯縣; nay là phía tây bắc của Thành, Lũng Nam, Cam Túc), Tào Tháo lệnh cho Tào Hồng dẫn quân tấn công. Cùng với Tào Hưu và Tào Hồng, Tào Chân tiến quân đến huyện Hạ Biện và đánh bại Ngô Lan. Với chiến công này, ông được phong làm Trung Kiên tướng quân (中堅將軍).
Lúc Tào Chân trở về Trường An, Tào Tháo cho ông thống lĩnh Trung Lĩnh Quân (中領軍). Cùng thời gian này, Hạ Hầu Uyên tử trận trong trận chiến núi Định Quân. Tào Tháo lo là Lưu Bị sẽ thừa thế thắng và tấn công vào cửa ải Dương Bình (陽平關; nay là Ninh Cường, Hán Trung, Thiểm Tây), ông liền phong Tào Chân làm Chinh Thục hộ quân (征蜀護軍) rồi cử ông và Từ Hoảng dẫn quân tấn công Cao Tường tại cửa ải Dương Bình. Tào Chân và Từ Hoảng đánh bại Cao Tường và khiến quân Thục phải lui quân. Năm 219, sau khoảng thời gian dài chiến tranh với Lưu Bị, Tào Tháo cuối cùng quyết định từ bỏ Hán Trung và lui quân về. Trên đường rút lui, Tào Tháo lệnh cho Tào Chân đến quận Võ Đô (武都郡; nay là Thành, Lũng Nam, Cam Túc) hội quân với Tào Hồng và truyền đạt lệnh của Tào Tháo là rút lui đến Trần Thương (陳倉; nay là phía đông của Bảo Kê, Thiểm Tây).

## Phục vụ dưới thời Tào Phi
Sau khi Tào Tháo qua đời vào tháng 3 năm 220, con trai ông là Tào Phi kế tục chức vị Ngụy vương và Thừa tướng. Tào Phi phong cho Tào Chân làm Trấn Tây tướng quân (鎮西將軍) và ra lệnh cho ông giám sát các hoạt động quân sự ở Ung Châu và Lương Châu ở phía tây. Tào Phi cũng thăng cho Tào Chân thành "Đông Hương Hầu" (東鄉侯). Trong thời kỳ Tào Chân cai quản khu vực phía tây, có một người tên Trương Tiến (張進) cầm đầu một cuộc nổi loạn ở Tửu Tuyền, Tào Chân đã ra lệnh cho thuộc hạ của mình là Phí Diệu dẫn quân đi dẹp loạn. Phí Diệu đã trấn áp cuộc nổi loạn thành công và đồng thời giết được Trương Tiến.
Cuối năm 220, Tào Phi cướp ngôi từ Hán Hiến Đế, kết thúc triều đại Đông Hán và thành lập triều đình Ngụy với tư cách là vị hoàng đế đầu tiên của triều đại này. Hai năm sau, Tào Phi triệu Tào Chân đến kinh đô Lạc Dương và phong cho ông làm Thượng quân Đại tướng quân (上軍大將軍), tiếp đó Tào Phi trao cho ông một chiếc rìu (tượng trưng cho binh quyền) và giao toàn bộ binh quyền nước Ngụy cho ông.

### Trận Giang Lăng
Năm 223, Tào Phi ra lệnh cho Tào Chân, Hạ Hầu Thượng, Trương Cáp và những tướng lĩnh khác dẫn quân Ngụy tấn công Đông Ngô, trong khi đích thân ông đóng quân tại Uyển Thành (宛; nay là Nam Dương, Hà Nam) để tiếp ứng. Quân Ngụy tấn công và bao vây Giang Lăng (江陵; huyện Giang Lăng, Hồ Bắc ngày nay), tướng Ngô là Chu Nhiên dẫn 5.000 binh ra cự địch. Quân Ngụy đã đánh bại quân tiếp viện bên phía Ngô do Tôn Thịnh (孫盛), Phan Chương và Dương Xán (楊粲) chỉ huy khi những người này đem quân đến giúp Chu Nhiên. Tào Chân ra lệnh cho quân sĩ đào đường hầm, đắp đất tạo thành những gò đất nhỏ, đồng thời xây dựng các tháp công thành để binh sĩ có thể bắn tên vào tuyến phòng thủ của Ngô. Quân Ngô tuy bị tấn công dữ dội nhưng vẫn giữ vững được thế trận; không những thế Chu Nhiên còn tận dụng thời cơ để phản công và tiêu diệt hai trại của quân Ngụy. Sau khoảng sáu tháng, quân Ngụy không thể nào chiếm được thành Giang Lăng nên toàn quân đành phải rút lui.
Trong suốt chiến dịch, Tào Chân và Hạ Hầu Thượng đã tiêu diệt được một doanh trại của quân Ngô tại Ngưu Chử (牛渚; phía tây bắc của huyện Đang Đồ, An Huy ngày nay). Sau khi trở về từ chiến dịch, Tào Chân được phong làm Trung quân Đại tướng quân (中軍大將軍) và được bổ nhiệm thêm một chức vụ là Cấp sự trung (給事中).

### Bất đồng với Ngô Chất
Năm 224, Tào Phi ra lệnh cho Ngô Chất tổ chức một bữa tiệc tại phủ của mình để ăn mừng việc Tào Chân chiến thắng trở về sau chiến dịch. Theo thánh chỉ của Tào Phi, tất cả các quan từ Thượng tướng quân (上將軍) với "Đặc tiến" (特進) trở xuống đều phải tham dự. Lúc buổi tiệc diễn ra, Ngô Chất lệnh cho những người đóng kịch diễn một hí khúc để chế nhạo ngoại hình của Tào Chân và Chu Thước (朱鑠) (Tào Chân thì béo còn Chu Thước thì gầy). Tào Chân tức giận và ông hét thẳng vào mặt Ngô Chất:
"Mày và đám kẻ ăn người ở của mày muốn kiếm chuyện với huynh đệ bọn tao à?"
Tào Hồng và Vương Trung thậm chí còn khuyến khích Ngô Chất tiếp tục giễu cợt Tào Chân:
"Nếu ngài muốn Tướng quân (Tào Chân) thừa nhận rằng ông ấy béo thì ngài phải chứng minh mình là một người gầy trước đã."
Tào Chân rút kiếm, trừng mắt nhìn họ và nói:
"Ta sẽ giết kẻ nào dám khinh thường ta."
Ngô Chất cũng rút kiếm và buông lời xúc phạm Tào Chân:
"Tào Tử Đan, thân xác mày không phải miếng thịt để người ta xẻ. Tao sẽ nhai thịt và uống máu mày không chút do dự đâu. Đang bữa tiệc mà sao mày dám làm càn đến vậy!?"
Chu Thước thấy vậy liền đứng dậy và tìm cách làm dịu bầu không khí:
"Hoàng thượng đã lệnh cho ngài tổ chức buổi tiệc này để mua vui cho mọi người, giờ ngài lại làm vậy thì coi sao đặng?"
Ngô Chất liền hét vào mặt Chu Thước:
"Chu Thước, sao ngươi dám rời khỏi chỗ ngồi của mình hả?"
Mọi người sau đó trở về chỗ ngồi của mình. Chu Thước cảm thấy bị xúc phạm nhưng không nói gì, ông quay lại chỗ ngồi và dùng kiếm chém xuống đất.

## Phục vụ dưới thời Tào Duệ
Năm 226, khi Tào Phi lâm bệnh nặng, ông đã ra lệnh cho Tào Chân, Trần Quần, Tư Mã Ý và những người khác trợ giúp con trai của mình là Tào Duệ, người sau này kế vị ông trở thành hoàng đế thứ hai của nước Ngụy. Sau khi đăng cơ, Tào Duệ thăng chức cho Tào Chân từ Hương hầu lên Lăng hầu, hiệu là Thiệu Lăng hầu (邵陵侯), và đồng thời phong cho ông làm Đại tướng quân (大將軍) vào tháng 1 hoặc tháng 2 năm 227.

### Loạn Thiên Thủy
Vào mùa xuân năm 228, Gia Cát Lượng, Thừa tướng của nước Thục Hán, phát động chiến dịch đầu tiên của một loạt các chiến dịch quân sự tấn công vào nước Ngụy; Gia Cát Lượng dẫn quân Thục tấn công Kỳ Sơn (祁山; vùng núi xung quanh Lễ, Lũng Nam ngày nay). Đồng thời, Gia Cát Lượng ra lệnh cho Triệu Vân và Đặng Chi dẫn một đội quân đến Ky Cốc (箕谷) và giả vờ như đang chuẩn bị tấn công My Huyện (郿縣; phía đông nam của huyện Phù Phong, Thiểm Tây ngày nay) để khiến quân Ngụy bị phân tâm và không để ý đến Kỳ Sơn nữa. Lần lượt ba quận của nước Ngụy là Nam An (南安, Lũng Tây, Cam Túc ngày nay) và Thiên Thủy cùng An Định (安定, Trấn Nguyên, Khánh Dương ngày nay) đều ngay lập tức dâng thành đầu hàng quân Thục.
Khi triều đình nước Ngụy nhận được tin báo từ biên ải, Tào Duệ đã ra lệnh cho Tào Chân dẫn quân chống lại cuộc xâm lược. Tại Ky Cốc, Tào Chân dễ dàng đánh bại Triệu Vân và Đặng Chi, những người đã được giao nhiệm vụ dẫn quân già yếu làm nghi binh để đánh lạc hướng quân Ngụy. (Quân chủ lực của Thục do Gia Cát Lượng chỉ huy thì tập trung tấn công Kỳ Sơn). Trong khi đó, một tướng Ngụy khác là Trương Cáp đem quân tấn công và đánh bại Mã Tắc trong Trận Nhai Đình. Vào khoảng thời gian đó, Dương Điều (楊條) ở quận An Định tập hợp được một số người, đã bắt một số quan địa phương làm con tin và chiếm được phủ thu thuế. Khi Tào Chân đem quân tái chiếm quận An Định, Dương Điều tự trói mình rồi ra hàng. Gia Cát Lượng và quân Thục lui quân sau khi biết tin Mã Tắc đã bại trận. Quân Ngụy dưới sự chỉ huy của Tào Chân và Trương Cáp đã tận dụng cơ hội này để dập tắt các cuộc nổi loạn ở ba quận và lập lại trật tự.

### Cuộc vây hãm Trần Thương
Sau khi đẩy lùi cuộc xâm lược đầu tiên của quân Thục, Tào Chân nhận ra rằng nếu quân Thục đưa quân xâm phạm nước Ngụy một lần nữa thì họ sẽ tấn công Trần Thương (陳倉; phía đông Bảo Kê, Thiểm Tây ngày nay). Sau đó, ông giao việc bảo vệ Trần Thương cho Hác Chiêu và Vương Sanh (王生) và ra lệnh cho họ tăng cường phòng thủ cửa ải. Đúng như dự đoán của Tào Chân, Gia Cát Lượng thực sự đã dẫn quân Thục tấn công Trần Thương vào mùa xuân năm 229. Hác Chiêu và quân phòng thủ của nước Ngụy đã chuẩn bị kỹ càng từ trước, họ đã giữ vững được thành Trần Thương trước cuộc tiến công của quân Thục. Gia Cát Lượng ra lệnh rút lui sau khi không phá được thành Trần Thương. Với chiến công này của Tào Chân, Tào Duệ đã ban thêm thực ấp cho Tào Chân lên thành 2.900 hộ và cho ông được hưởng bổng lộc cả đời.

### Từ bỏ kế hoạch tấn công Thục Hán
Năm 230, Tào Duệ triệu Tào Chân đến kinh đô Lạc Dương và phong cho ông làm Đại tư mã (大司馬). Tào Chân được phép mang kiếm và đi giày khi vào triều, cũng như không cần phải đi thật nhanh lúc yết triều.
Lúc thương nghị với Tào Duệ, Tào Chân đã đề xuất phát động một cuộc xâm lược quy mô lớn vào nước Thục từ nhiều hướng để loại bỏ mối đe dọa từ phía tây này một lần và mãi mãi. Tào Duệ đồng ý và đích thân ông tiễn Tào Chân xuất binh khỏi Lạc Dương. Vào tháng 9 năm 230, Tào Chân dẫn một đội quân từ Trường An tấn công nước Thục thông qua hướng Tử Ngọ Cốc (子午谷). Cùng lúc đó, một đội quân khác do Tư Mã Ý chỉ huy theo lệnh của Tào Duệ tiến đánh nước Thục từ Kinh Châu (荊州) khi cho quân đi dọc theo sông Hán Thủy. Hai cánh quân hẹn gặp nhau tại huyện Nam Trịnh (南鄭縣; thuộc Hán Trung, Thiểm Tây ngày nay). Các nhóm quân Ngụy khác cũng chuẩn bị tấn công nước Thục từ Tà Cốc (斜谷). Tuy nhiên, cuối cùng chiến dịch đã phải hủy bỏ vào tháng 10 năm 230 vì sạn đạo dẫn vào nước Thục bị hư hại quá nhiều khiến quân Ngụy không thể băng qua, thêm vào đó là mùa mưa kéo dài hơn 30 ngày.

### Qua đời
Tào Chân bị ốm lúc trở về Lạc Dương và nằm liệt giường trong những tháng sau đó. Trong khoảng thời gian trên, Tào Duệ đã đích thân đến thăm Tào Chân để kiểm tra bệnh tình của ông. Tào Chân cuối cùng cũng qua đời vì bệnh vào tháng 4 hoặc tháng 5 năm 231. Ông được Tào Duệ phong thụy là Nguyên hầu (元侯).

## Nhận định
Tào Chân nổi tiếng là người rất hào phóng. Những ngày còn trẻ, ông cùng với Tào Tuân (曹遵) phục vụ dưới trướng của cha nuôi mình là Tào Tháo. Tào Tuân là họ hàng xa của Tào Chân và Chu Tán (朱讚) là đồng hương với ông. Cả Tào Tuân và Chu Tán đều qua đời sớm. Tào Chân vì  thương gia đình của họ nên ông đã xin phép Tào Duệ trao một phần bổng lộc của ông cho các người con trai của Tào Tuân và Chu Tán. Tào Duệ viết chiếu ca ngợi lòng tốt của Tào Chân và phong hầu tước cho các con trai của Tào Tuân và Chu Tán, đồng thời chia cho họ mỗi người được hưởng bổng lộc từ 100 thực ấp.
Ngoài ra, Tào Chân cũng được biết đến là người biết chia sẻ nỗi khổ cực của binh sĩ mỗi khi ông cầm binh đi đánh trận. Cứ sau mỗi trận chiến, nếu không có đủ phần thưởng để chia cho tất cả binh lính, ông sẽ sử dụng tài sản cá nhân của mình để bù đắp vào phần chênh lệch đó. Vì những hành động của mình, Tào Chân rất được lòng của binh sĩ.

## Gia đình
Tào Chân có một người em trai là Tào Bân (曹彬), người cũng được phong hầu và hưởng bổng lộc từ 200 thực ấp dưới thời Tào Phi. Ông cũng có một người em gái, bà được gả cho Hạ Hầu Thượng và sinh ra Hạ Hầu Huyền và Hạ Hầu Huy; không ai biết tên thật của bà cả, người ta chỉ biết đến bà thông qua phong hiệu Đức Dương hương chúa (德陽鄉主).
Tào Chân có sáu người con trai: Tào Sảng, Tào Hy (曹羲), Tào Huấn (曹訓), Tào Tắc (曹則), Tào Ngạn (曹彥) và Tào Ngai (曹皚). Trong số họ, Tào Sảng được nối tiếp danh hiệu Thiệu Lăng hầu (邵陵侯) của cha mình, trong khi năm người còn lại cũng có danh hiệu hầu tước của riêng mình. Năm 239, trước khi Tào Duệ qua đời, ông đã bổ nhiệm Tào Sảng và Tư Mã Ý làm nhiếp chính để hỗ trợ cho Tào Phương. Năm 249, Tư Mã Ý thực hiện sự biến lăng Cao Bình và đoạt lấy quyền lực từ tay Tào Sảng. Sau sự kiện đó, Tào Sảng và các anh em của ông bị kết tội mưu phản và bị hành quyết cùng với toàn bộ gia đình của mình.. Tào Hy (曹熙), cháu họ Tào Chân, được phong Tân Xương Đình hầu, làm hậu tự cho Tào Chân. Tất cả các con cháu trực hệ của Tào Chân đều bị Tư Mã Ý giết trong Sự biến lăng Cao Bình.

## Trong văn chương hư cấu
Trong tiểu thuyết Tam quốc diễn nghĩa, nhân vật Tào Chân được mô tả là một vị tướng kém tài, được các Hoàng đế nhà Ngụy tin dùng phong làm Đại đô đốc, Đại tư mã vì thân thuộc mà không trọng dụng Tư Mã Ý. Chính vì vậy trong những lần Bắc phạt, nhân vật Gia Cát Lượng đã dùng nhiều mưu kế để liên tiếp đánh bại quân Tào. Khi nhân vật Tư Mã Ý được bổ nhiệm làm đô đốc để chống Thục thì tình thế chuyển biến theo hướng tích cực hơn cho quân Ngụy. Sự thật hoàn toàn ngược lại, trong 2 lần đầu Gia Cát Lượng bắc phạt đều bị quân Tào Chân chặn lại, sau khi Tư Mã Ý nắm binh quyền lại thua Gia Cát vài lần, phải cố thủ trong thành.

## Chú ý
1. 1 2  Cao Rui's biography in the Sanguozhi recorded that Cao Zhen died in the 3rd month of the 5th year of the Taihe era of Cao Rui's reign.[1] This month corresponds to 20 April to 18 May 231 in the Gregorian calendar.
2. 1 2 3  Pei Songzhi, who annotated Cao Zhen's biography in the Sanguozhi, noted that Cao Zhen's marquis title "Marquis of Shaoling" (邵陵侯) violated naming taboo because it contained the character shao (邵), which was the given name of Cao Zhen's biological father Cao Shao (曹邵) in the Sanguozhi and Wei Shu accounts.[21] The Weilue account of Cao Zhen's origins thus seems more likely to be the correct one as compared to the Sanguozhi and Wei Shu account.